# Европско првенство у атлетици у дворани 1976 — 1.500 метара за мушкарце
Такмичење у трци на 1.500 метара у мушкој конкуренцији на 7. Европском првенству у атлетици у дворани 1976. одршано је 21. и 22. фебруара 1976. године у Атлетском делу олимпијске хале у Минхену (Западна Немачка).
Титулу освојену у Гетеборгу 1973. бранио је Томас Вестихаге из Западне Немачке.

## Земље учеснице
Учествовало је 12 атлетичара из 7 земаља.
| 1. Белгија (1) 2. Бугарска (1) 3. Грчка (1) 4. Западна Немачка (3} 5. Пољска (2) | 1. Румунијаа (1) 2. Совјетски Савез (1) 3. Уједињено Краљевство (1) 4. Шведска (1) |  |

## Рекорди
| Рекорди пре почетка Европског првенства у дворани 1976.     | Рекорди пре почетка Европског првенства у дворани 1976. | Рекорди пре почетка Европског првенства у дворани 1976. | Рекорди пре почетка Европског првенства у дворани 1976. | Рекорди пре почетка Европског првенства у дворани 1976. | Рекорди пре почетка Европског првенства у дворани 1976. |
| ----------------------------------------------------------- | ------------------------------------------------------- | ------------------------------------------------------- | ------------------------------------------------------- | ------------------------------------------------------- | ------------------------------------------------------- |
| Светски рекорд                                              | Херман Мињон                                            | Белгија                                                 | 3:43,16                                                 | Ротердамm, Холандија                                    | 11. mart 1973.                                          |
| Европски рекорд                                             | Херман Мињон                                            | Белгија                                                 | 3:43,16                                                 | Ротердамm, Холандија                                    | 11. mart 1973.                                          |
| Рекорди европских првенстава                                | Херман Мињон                                            | Белгија                                                 | 3:43,16                                                 | Ротердамm, Холандија                                    | 11. mart 1973.                                          |
| Рекорди после завршеног Европског првенства у дворани 1976. |                                                         |                                                         |                                                         |                                                         |                                                         |
| Нових рекорда није било.                                    |                                                         |                                                         |                                                         |                                                         |                                                         |

## Освајачи медаља
|                                  |                                  |                         |
| Пол Хајнц Велман Западна Немачка | Томас Вестинхаге Западна Немачка | Влођимјеж Сташак Пољска |

## Резултати

### Квалификације
Квалихикације су одржане 21. фебруара 1976. Учесници су подељени у две групе по 6, а прва четворица из сваке групе ишла су у финале. Резултати су ручно мерени.
| Место | Група | Атлетичар           | Земља                | ЛР          | ЛРС | Резул. | Бел. |
| ----- | ----- | ------------------- | -------------------- | ----------- | --- | ------ | ---- |
| 1.    | 1     | Томас Весинхаге     | Западна Немачка      | 3:42.04     |     | 3:44,9 | КВ   |
| 2.    | 1     | Ђорђе Ђипу          | Румунијаа            |             |     | 3:45,1 | КВ   |
| 3.    | 1     | Анатолиј Мамонтов   | Совјетски Савез      | 3:45,1      |     | 3:45,7 | КВ   |
| 4.    | 1     | Херман Мињон        | Белгија              | 3:43,16 НРд |     | 3:45,8 | ЛРд  |
| 5.    | 1     | Владимир Канев      | Бугарска             | 3:45,1      |     | 3:45,7 |      |
| 6.    | 1     | Еугениус Франковјак | Пољака               |             |     | 3:46,3 |      |
| 7     | 2     | Пол Хајнц Велман    | Западна Немачка      | 3:45,1      |     | 3:48.3 | КВ   |
| 8     | 2     | Еберхард Хелм       | Западна Немачка      |             |     | 3:47,3 | КВ   |
| 9     | 2     | Глен Грант          | Уједињено Краљевство |             |     | 3:48,9 | КВ   |
| 10.   | 2     | Данијел Јањчук      | Пољака               |             |     | 3:49,1 | КВ   |
| 11.   | 2     | Оке Свенсон         | Шведска              |             |     | 3:49,8 |      |
| 12.   | 2     | Фотиос Куртис       | Грчка                |             |     | 3:49,9 |      |

### Финале
| Пласман | Име               | Земља                | Резултат | Белешка |
| ------- | ----------------- | -------------------- | -------- | ------- |
|         | Пол Хајнц Велман  | Западна Немачка      | 3:45,1   |         |
|         | Томас Весинхаге   | Западна Немачка      | 3:45,3   |         |
|         | Ђорђе Ђипу        | Румунијаа            | 3:46,1   |         |
| 4       | Херман Мињон      | Белгија              | 3:47,1   |         |
| 5       | Еберхард Хелм     | Западна Немачка      | 3:47,3   |         |
| 6       | Данијел Јањчук    | Пољака               | 3:47,7   |         |
| 7       | Анатолиј Мамонтов | Совјетски Савез      | 3:47,7   |         |
| 8       | Глен Грант        | Уједињено Краљевство | 3:48,4   |         |